# Districte de Kheda
El districte de Kheda o districte de Kaira és una divisió administrativa del Gujarat, Índia, amb capital a Kheda (Kaira). La població (2001) era de 2.024.216 habitants i la superfície de 3.943 km².

## Administració
Les ciutats principals a més de la capital són Nadiad, Balasinor i Dakor (amb un temple notable). El temple de Vatdal està també al districte. A Balasinor hi ha un parc de fòssils i és el tercer lloc de restes de dinosaure més gran del món. Hi ha uns 600 pobles dins el districte.
Administrativament està dividit en talukes o tehsils (entre els quals Matar i Kheda) i 10 blocs de desenvolupament rural:
- Kapadvanj
- Virpur
- Balasinor
- Kathlal
- Mehmedabad
- Kheda
- Matar
- Nadiad
- Mahudha
- Thasra

## Història
Els rajputs van governar el territori del 746 al 1290 i potser amb l'excepció de Thasra i Kapadvanj el districte sencer fou part del regne d'Anhilvada. Al final del segle XIV va passar als sultans d'Ahmedabad i el 1573 al mogols. El 1720 es van presentar els marathes i fins al 1752 (caiguda d'Ahmedabad) fou teatre de lluites entre ells i els virreis mogols, de les que els marathes van sortir triomfants; el 1753 el peshwa i el Gaikwar es van repartir el territori.
La regió fou adquirida pels britànics en part de mans del peshwa maratha pel tractat de Bassein del 31 de desembre de 1802 (Napad i un grup de pobles a l'entorn) i en part per cessions del Gaikwar de Baroda el 1803 (Nadiad, Matar i Mahudha, i la fortalesa i ciutat de Kaira), aquestes darreres ampliades el 1817 (tractat del 6 de novembre de 1817, en què el Gaikwar va cedir Mehmadabad, Alina, Thasra, Antroli, la meitat de la ciutat i districte de Petlad a canvi de tropes de protecció, i Kapadvanj i Bhalaj a canvi del districte de Bijapur al nord de Gujarat).
Els territoris cedits per Baroda el 1803 junt amb Dholka, Dhandhuka, Ranpur i Gogha, que després van passar al districte d'Ahmedabad, van romandre a càrrec del resident a Baroda fins al maig de 1805 quan es va nomenar un col·lector sobre tots els territoris cedits tant els situats al nord del Mahi com els situats a l'oest del golf de Cambay. La ciutat de Kaira fou escollida com a capital i estació militar. Amb les noves cessions el novembre de 1817 van caler nous arranjaments administratius i els territoris al nord del Mahi foren dividits l'1 de gener de 1818 en dos districtes: Kaira i Districte d'Ahmadabad. El 1830 Kapadvanj fou inclosa a Ahmadabad i Kaira va esdevenir un subcol·lectorat sota autoritat del col·lector d'Ahmadabad però el 1833 foren altre cop separats. Posteriorment s'han fet alguns canvis de límits entre els dos districtes.
El districte fou part de la presidència de Bombai, divisió Septentrional (Northern Division) amb una superfície de 4.131 km². És una plana amb nombrosos rius, destacant el Mahi i el Sabarmati (de fet fora del districte a uns 30 km del límit); rius més petits són el Kavi, Dehvan, Gajna, Khanpur, i Ometa. La població era:
- 1846: 566.513.
- 1872: 782.938
- 1881: 805.005
- 1891: 871.794
- 1901: 716.332

Administrativament estava dividit en 2 subdivisions (Kaira i Anand) i 7 talukes: 
- Kajadvanj
- Mehmadabad
- Thasra
- Matar
- Nadiad
- Anand
- Borsad

Els pobles eren 598 i les ciutats 11. Les principals ciutats eren Nadiad, Kapadvanj, Kaira, Anand i Mehmadabad; les municipalitats eren 10: Kaira, Kapadvanj, Mehmadabad, Nadiad, Dakor, Borsad, Anand, Umreth, Od i Mahudha. La majoria de la població era hindú (85%) sent musulmans el 9%. El col·lector era ex officio agent polític de Cambay i segon agent per Rewa Kantha,
El districte no va patir gaires canvis fins al 1997 quan Anand en fou segregada i constituïda en districte separat.

## Llocs interessants
La rauza de Mubarak Sayyid (mort el 966) a Sojale; diverses edificacions a Kapadvanj; un arc a Ras Mala i també un kund o dipòsit d'aigua consagrada, una mesquita i una font, i un temple soterrani de Mahadeo. També hi ha un temple jainista.